# یوژف تاکاچ
یوژف تاکاچ (مجاری: József Takács; ۳۰ ژوئن ۱۹۰۴ – ۳ سپتامبر ۱۹۸۳) بازیکن فوتبال اهل مجارستان بود.
از باشگاه‌هایی که در آن بازی کرده‌است می‌توان به باشگاه ورزشی واشاش و باشگاه فوتبال فرنتس‌واروش اشاره کرد.
وی همچنین در تیم ملی فوتبال مجارستان بازی کرده‌است.